# خوند مغل
خَوَنْد مُغْل بنت البارِزِي هي زوجة السلطان الظاهر سيف الدين جقمق، كانت تعرف بِخَوَنْد الكبرى مُغْل وخَوَنْد الخَوَندات الكبرى وخَوَنْد البارِزِيَّة، تزوّجها قبل سنة 830هـ قبل توليه السلطنة، وطلّقها سنة 852هـ.

## نشأتها
ولدت في القاهرة في رمضان سنة 803 هـ، في أسرة علمية تعود في النسب إلى الصحابي عبد الله بن أنيس الجهني، فوالدها هو القاضي ناصر الدين محمد المعروف بابن البارزي الذي كان كاتب سر السلطان الملك المؤيد شيخ، وشقيقها هو القاضي والاديب كمال الدين ابن البارزي.

## زواجها
كانت مغل بديعة الجمال، تزوجت ثلاث مرات الأولى من ابن الشهاب محمود الا انه توفي قبل الدخول بها. اما الزواج الثاني فكان من القاضي علم الدين ابن الكويز وكان هذا الزواج على الرغم من والدها لكون السلطان المؤيد هو الذي أمر بإتمام الزواج وانتهى الزواج بعد ذلك بالطلاق، وكان الزواج الثالث من السلطان المملوكي الظاهر سيف الدين جقمق قبل ان يتولى السلطنة واستمرت عنده بعد اعتلائه العرش واصبحت كبيرة الزوجات ولقبت بخوند الكبرى وكانت حظية عنده وأنجبت له خديجة، الا انه طلقها في ربيع الآخر سنة 852هـ، وقيل ان من اسباب الطلاق اتهام خوند مغل بعمل سحر لمحظيته الجركسية سورباي التي توعكت ثم توفيت. وبعد طلاقها انتقلت خوند مغل من القاعة الكبرى إلى قاعة البربرية ثم إلى منزل أخيها كمال الدين ابن البارزي بالخرّاطين.

## دورها في أيام اختفاء الملك العزيز
في 19 ربيع الأول من سنة 842 هـ، تم خلع السلطان الملك العزيز يوسف وتعيين الاتابك جقمق سلطاناً الذي حمل لقب السلطان الظاهر  سيف الدين جقمق، حيث أمر بنقل العزيز المخلوع وكان في الرابعة عشر من عمره إلى قلعة الجبل ليقيم مع عدد من جواريه وخدمه، الا ان الوشايات اشعرت العزيز بالخوف فتم تدبير عملية هروب له من القلعة، وبقي مختفياً في القاهرة، واستمر الظاهر جقمق بالبحث عنه خوفاً من تمرد المماليك ضده وإعادتهم للعزيز إلى عرش السلطنة، وبعد فترة تمكن الظاهر جقمق من القبض على عدد من خدم وجواري العزيز بينهم مربيته الدادة سر النديم الحبشية التي أعلمته بأن العزيز ما يزال مختفياً داخل القاهرة، ولمّا هَمَّ السلطان بعقوبتها تدخلت زوجته خوند الكبرى مغل وتشفعت فيها فأطلقها السلطان وتسلمتها خوند مغل من غير عقوبة وبقيت عندها.
وبعد قرابة شهر من اختفاءه تم القبض على السلطان المخلوع العزيز يوسف في 27 شوال 842هـ، فأخذه الظاهر جقمق إلى زوجته خوند كبرى مغل البارزية في قاعة العواميد وسلمه اياها، وأمرها ان تجعله بالمخدع الذي يرقد به السلطان، وان تتولى أمر مأكله وشربه وحاجاته بنفسها، وان تتولى حبسه ولا تبرح من عند باب المكان الذي هو به. لكن سرعان ما نقله إلى مكان آخر بعد أيام قليلة، ثم نقله إلى سجن الإسكندرية. 

## أعمالها الخيرية
على الرغم من طلاقها بقيت خوند مغل البارزية تتمتع بالرياسة والوجاهة، وعرف عنها ديانتها وكثرة صدقاتها واعمال البر التي قامت بها في حياتها وأوصت بها بعد مماتها، ومنها بناء مسجد وزاوية المتصوف الشيخ مدين الأشموني الواقع اليوم في حي باب الشعرية في القاهرة، وكان الشيخ محمد بن عبد الدايم المديني أحد علماء المالكية المتوفى سنة 885هـ/1480م وهو ابن أخت الشيخ مدين، كان هو الوسيط بين الخوند مغل البارزية وبين خاله الشيخ مدين الأشموني في طلب إنشاء هذا الجامع، وذلك بحكم صلته بإبنة أخيها زينب بنت الكمال البارزي، إذ كان فقيهاً لها ومُعلماً. حيث يضم هذا الجامع قبر الشيخ مدين ومجموعة من اقاربه واتباعه، وعلى الرغم من أن المسجد يتبع طراز المدارس إلا أنه استعمل كمسجد وزاوية للشيخ مدين خصصت للصلاة وإلقائه الدروس على مريديه.
وكانت خوند مغل البارزية قد زارت بيت المقدس، وحجت عدة مرات كان آخرها في الركب الرجبي سنة 871هـ، فتصدقت في الحرمين الشريفين بثلاثة الاف دينار، وأرسلت في مرضها الذي توفيت به بصحبة التاجر الشهير الخواجة شمس الدين بن الزمن ثلاثمائة دينار ليفرقها على فقراء الحرمين.

## ذريتها
أنجبت خوند مغل للسلطان الظاهر جقمق ابنة واحدة اسمها خديجة، والتي زوّجها والدها من الأتابك أزبك من ططخ لكنها توفيت في 10 جمادى الأولى سنة 867هـ ولم تتجاوز الثلاثين من عمرها ففجعت أمها بوفاتها.

## وفاتها
توفيت خوند مغل البارزية في القاهرة في 5 ذي القعدة سنة 876 هـ / 13 أبريل 1472م، وحضر جنازتها السلطان الملك الأشرف قايتباي وكبار أمراء المماليك والأعيان ودفنت في مقبرة أُسرتها بجوار ضريح الامام الشافعي.

## وصلات خارجية
- الخوند مغل